# 10921 Romanozen
10921 Romanozen (1998 BC2) là một tiểu hành tinh vành đai chính. Nó được đặt tên cho Romano Zen.